# Clã Abe
O clã Abe (安倍氏, Abe-shi) foi um dos mais antigos entre os maiores clãs do Japão (uji); e o clã manteve sua proeminência durante o Período Sengoku e o Período Edo.  Acredita-se que a origem do clã remete ao povo Yamato; eles conseguiram destaque a partir do Período Heian (794-1185), e experimentou um ressurgimento no século XVIII. Abe é também um sobrenome muito comum no Japão atual, embora nem todos sejam necessariamente descendentes desse clã.

## Origens e história
De acordo com o Nihon Shoki, os Abe descenderam de um filho do Imperador Kōgen.  Eles surgiram na Província de Iga (atual prefeitura de Mie); algumas famílias dessa região, reclamando o nome Abe, também alegam descendência de uma figura chamada Abi, que teria enfrentado o próprio Imperador Jinmu, o lendário primeiro Imperador do Japão, em seu plano para conquistar a planície Yamato. Assim as várias famílias Abe se organizaram ao norte da ilha de Honshū, onde obtiveram grande influência no Período Heian. Apesar de originalmente o nome do clã ser escrito  阿倍, mudou para 安倍 por volta do século VIII.
Essa Região setentrional, que viria a ser conhecida como Mutsu e Dewa, foi conquistada pelos japoneses durante o século IX, e os Ainus da região foram subjugados. Enquanto muitas províncias tinham um governador, Mutsu viu a independência de uma série de famílias chamadas gozoku, que administravam as questões locais.  Os Abe foram apontados como "Superintendentes dos Aborígines" para controlar o povo local que eram uma mistura de imigrantes japoneses e antigas tribos Emishi, a serviço do governo central, mas na realidade o governo de Kyoto simplesmente não tinha controle sobre a região, e reconhecia esse fato ao apontar os Abe. O clã Abe usou sua posição para deter o controle sobre os seis distritos roku-oku-gun localizados no centro da atual prefeitura de Iwate em volta do rio Kitakami.  Então eles começaram a ter disputas com o governador de Mutsu, um oficial de um ramo da família Fujiwara, que apelou para a violência em 1051.
A principal razão para o ataque contra os Abe foi o fato de que eles deixaram de pagar impostos a Kyoto, e pararam de contribuir ao governo local. O governo de Mutsu e o comandante do forte de Dewa combinaram suas forças para atacar os Abe, mas foram derrotados.  Desesperada para suprimir essa afronta ao governo central, a capital Kyoto apontou Minamoto Yoriyoshi como Chinjufu-shogun. A posição conhecida como Chinjufu-shogun, ou "Comandante-em-chefe da Defesa do Norte", era tradicionalmente concedida pela Corte temporariamente a um nobre (geralmente de alto escalão) designado como general nacional para combater revoltas entre os bárbaros Emishi ou Ebisu do norte de Honshū. Como o poder militar se tornou cada vez mais privatizado, essa posição era ocupada por poucos clãs.
No que viria a ser denominada "Guerra dos primeiros nove anos" (前九年合戦, Zenkunen kassen), Abe Yoritoki foi assassinado, e seu filho Abe no Sadato derrotado por Minamoto no Yoriyoshi e seu filho, Minamoto no Yoshiie. Essa guerra quebrou o poder da família Abe, mas na prolongada luta ocorrida os Minamoto não teriam prevalecido sem a ajuda de outra família poderosa, os Kiyowara.  O clã Kiyohara da vizinha província de Dewa ajudou os Minamoto a derrotar os Abe.

### Outras famílias Abe
Apesar de outras figuras históricas terem pertencido a uma família Abe, é difícil saber se foram parentes do clã Abe de Iga e Mutsu. Abe no Nakamaro, um grande nobre da Corte do século VIII, por exemplo, era da cidade de Abe, próxima a Nara, de lá derivando seu nome.
Uma família de nome Abe também teve destaque durante o Período Edo, servindo sucessivamente no posto de Rōjū, ou Anciões, que aconselhavam o xogun Tokugawa. Novamente é difícil saber se essa linhagem se relaciona com o antigo clã Abe. Abe Tadaaki foi o primeiro a servir como Rōjū, ocupando o posto de 1633 a 1671. Ele foi muito provavelmente um filho de outra relação de Abe Masatsugu (1569-1647) que serviu a Tokugawa Ieyasu e lutou ao seu lado na decisiva Batalha de Sekigahara. Outros membros da família Abe sucederiam Tadaaki no posto em boa parte do Período Edo (1603-1867), encerrando com Abe Masahiro, que era o chefe do conselho dos Rōjū à época da chegada do Comodoro Perry.

## Membros notáveis do clã
- Abe no Hirafu (c. 575-664), também conhecido como Abe no Ōmi, um dos generais líderes da subjugação dos Ainu
- Abe no Yoritoki (d. 1057) - chinjufu shogun durante a Guerra Zenkunen
- Abe no Sadato (1019-62)
- Abe Masatsugu (1569-1647) – lutou em Sekigahara, tornou-se um fudai daimyo sob os Tokugawa
- Abe Tadaaki - primeiro Rōjū do clã Abe
- Abe Masahiro – entre os últimos Rōjū, assinou o Tratado de Kanagawa